# كينغز كويست 7
كينغز كويست 7: ذا بريسليس برايد (بالإنجليزية: King's Quest VII: The Princeless Bride)‏ ، هي لعبة فيديو إلكترونية من نوع مغامرات وهي الجزء السابع من السلسلة الأساسية للعبة كينغز كويست، طورها ونشرها شركة سييرا أون-لاين سنة 1994م.